# Elena Freda
Elena Freda, auch Hélène Freda, (* 25. März 1890 in Rom, Italien; † 25. November 1978 in ebenda) war eine italienische Mathematikerin, Physikerin und Hochschullehrerin.

## Leben und Werk
Freda war die Tochter von Pasquale und Crescenza Teresa Pedicino. 1912 schloss sie ihr Mathematikstudium als Schülerin von Guido Castelnuovo an der Universität La Sapienza in Rom ab und 1913 veröffentlichte sie eine Arbeit über die Probleme der ebenen Geometrie. 1915 beendete sie ihr Physikstudium bei Orso Mario Corbino und wurde Fellow am neu gegründeten Seminario Matematico. 1918 erhielt sie einen freien Lehrstuhl für mathematische Physik, der 1929 bestätigt wurde. Von 1923 bis 1924 leitete sie die mathematische Physik und die rationale Mechanik an der Universität Messina. Anschließend kehrte sie Universität La Sapienza zurück, wo sie bis zu ihrer Pensionierung 1959 lehrte.
Obwohl sich ihre von Castelnuovo angeregte Forschung mit projektiver Geometrie beschäftigte, richteten sich danach ihre Forschungsinteressen auf die Gebiete von Vito Volterra und Corbino in die Funktionalanalysis, mathematische Physik und experimentelle Physik. Ende der 1920er Jahre beschäftigte sie sich mit der Mathematisierung der Biologie.
In Rom hielt sie verschiedene Kurse in Funktionalanalysis und mathematischer Physik zu Integralgleichungen und ihre Anwendungen, Gleichgewicht und Bewegung elastischer Körper, Elektromagnetischen Wellen, Relativitätstheorie und Quantenmechanik. Zu ihren Veröffentlichungen zählt eine 1937 in Frankreich veröffentlichte Monographie in französischer Sprache und mit einem Vorwort von Vito Volterra, die sich mit Methoden der Integration hyperbolischer partieller Differentialgleichungen zweiter Ordnung befasst.

## Veröffentlichungen (Auswahl)
- Problemi di geometria piana non euclidea. Giornale di matematiche di Battaglini, 1913, S. 343–365.[2]
- Teorema di Eulero per le funzioni di linee omogenee. Rendiconti della R. Accademia dei Lincei, classe di scienze fisiche, matematiche, naturali, s. 5, XXIV, 1915, S. 1035–1039.
- Sul Voltometro con un elettrodo di alluminio. Nuovo cimento, s. 6, X, 1915, S. 169–222.
- Sopra un teorema di reciprocità relativo alla propagazione di correnti elettriche in un conduttore sottoposto all’azione di un campo magnetico: Rendiconti della R. Accademia dei Lincei, classe di scienze fisiche, matematiche, naturali, s. 5, XXV, 1916, S. 28–35, 60–65.
- Sulla variazione di resistenza elettrica di un conduttore sottoposto all’azione di un campo magnetico. Rendiconti della R. Accademia dei Lincei, classe di scienze fisiche, matematiche, naturali, s. 5, XXV, 1916, S. 104–109, 142–149.
- Teoria elettronica delle forze elettromagnetiche, «Rendiconti  della R. Accademia dei Lincei, classe di scienze fisiche, matematiche, naturali» s. 5, XXVIII, 1919, S. 384–389, 407–412.
- mit V. Volterra: Sulla propagazione di correnti elettriche stazionarie sotto l’azione di un campo magnetico. Rendiconti  della R. Accademia dei Lincei, classe di scienze fisiche, matematiche, naturali, s. 6, III, 1926, S. 77–82.
- Articolo sul libro di J. Hadamard: ‘Le problème de Cauchy et les équations aux dérivées partielles linéaires  hyperboliques. Bollettino dell’unione matematica italiana,  1938, S. I–IX.
- Problemi di geometria piana non euclidea. Giornale di mathematiche di Battaglini, 1913.
- Méthode des caractéristiques pour integration des équations aux dérivées partielles linéaires hyperboliques. Paris, 1937.[3]
- mit Vito Volterra: Flow of Electricity in a Magnetic Field. Four Lectures, Band 1. 1921.